# Ronald Hugh Campbell
Sir Ronald Hugh Campbell  (27 de setembro de 1883 - 15 de novembro de 1953) foi um diplomata Britânico que ocupou vários cargos importantes no Foreign Office, incluindo Paris, a partir de julho de 1939 e até 22 de junho de 1940, data em que o armistício entre a Alemanha e a França, foi assinado. A seguir à capitulação Francesa é nomeado Embaixador em Lisboa.  cargo que ocupou até que se retirou em Julho de 1945.

## Papel na negociação de instalações militares nos Açores
Historicamente as ilhas atlânticas sempre foram geograficamente vitais para o domínio do oceano Atlântico e com o advento da aviação essa importância aumentou. Perante a possibilidade de uma invasão Alemã o Governo de Salazar planeia fazer uma retirada estratégica, instalar-se nos Açores e aí garantir a soberania portuguesa. Entre o final de 1940 e Maio de 1941, o Governo Português mobilizou reforços significativos do Continente e, também, das forças locais a fim de aumentar os efetivos de defesa dos Açores. A partir de Maio, Salazar começou a enviar militares em massa para os Açores.
Em 1943 a navegação no Atlântico Central estava ameaçada pelos U-boats alemães, que estavam bem presentes na zona dos Açores e afundavam muitos dos navios Aliados, principalmente os que iam em direção ao Norte de África e a Itália. Na Cimeira de Trident , em maio de 1943, que reuniu em Washington, Roosevelt, Churchill e os chefes militares dos dois países foi decidida a invasão dos Açores.
Com os Açores cada vez mais importantes, o Presidente Roosevelt ordena que seja preparada a Operação Alacrity cujo principal objetivo era a ocupação dos Açores por razões estratégicas. A operação não chega a ser executada porque o embaixador britânico em Lisboa, Ronald Campbell, juntamente com Anthony Eden, convence Churchill e Roosevelt a optarem pela via diplomática. A opção defendida por Ronald Campbell acaba por triunfar. A Inglaterra invoca a Aliança Luso-Britânica e Salazar concede o estabelecimento de bases militares Britânicas (mas não Americanas) nos Açores.